# Ioana Dumitriu
Ioana Dumitriu (Romênia, 6 de julho de 1976) é uma matemática romena-estadunidense. É professora associada de matemática da Universidade de Washington. Dentre suas áres de pesquisa estão a teoria de matrizes aleatórias, análise numérica, computação científica e teoria dos jogos.
Em 1996, como sophomore na Universidade de Nova Iorque, Dumitriu foi a primeira mulher fellow Putnam, significando que teve um dos cinco maiores escores na William Lowell Putnam Mathematical Competition. Recebeu o Elizabeth Lowell Putnam Award, concedido a uma campeã feminina de destaque em 1995, 1996 e 1997, recorde mantido até Alison Miller receber o mesmo prêmio por três vezes dez anos depois.
Dimitriu obteve a graduação na Universidade de Nova Iorque em 1999, onde obteve um B.A. em matemática e um minor em ciência da computação. Obteve um Ph.D. em 2003 no Instituto de Tecnologia de Massachusetts, orientada por Alan Edelman. Após um pós-doutorado como Miller Research Fellow na Universidade da Califórnia em Berkeley, em 2006 tornou-se membro da faculdade da Universidade de Washington.
Dumitriu foi laureada com o Prêmio Leslie Fox de Análise Numérica de 2007.

## Obras
- com Alan Edelman: Matrix models for beta ensembles, Journal of Mathematical Physics, Volume 43, 2002, p. 5830–5847, Arxiv
- com A. Edelman: Eigenvalues of Hermite and Laguerre ensembles: large beta asymptotics, Annales de l'IHP, Probabilités et statistiques, Volume 41, 2005, p. 1083–1099
- com James Demmel, Olga Holtz: Fast linear algebra is stable, Numerische Mathematik, Volume 108, 2007, p. 59–91, Arxiv
- com A. Edelman: Global spectrum fluctuations for the {\displaystyle \beta }-Hermite and {\displaystyle \beta }-Laguerre ensembles via matrix models, Journal of Mathematical Physics, Volume 47, 2006, p. 063302
- com A. Edelman, G. Shuman: MOPS: Multivariate orthogonal polynomials (symbolically), Journal of Symbolic Computation, Volume 42, 2007, p. 587–620
- com J. Demmel, O. Holtz, P. Koev: Accurate and efficient expression evaluation and linear algebra, Acta Numerica, Volume 17, 2008, p. 87–146
- com P. Koev: Distributions of the Extreme Eigenvalues of {\displaystyle \beta }–Jacobi Random Matrices, SIAM Journal of Matrix Analysis and Applications, Volume 30, 2008, p. 1–6
- com S.Pal: Sparse regular random graphs: spectral density and eigenvectors, Annals of Probability, Volume 40, 2012, p. 2197–2235